# أفي واليرشتاين

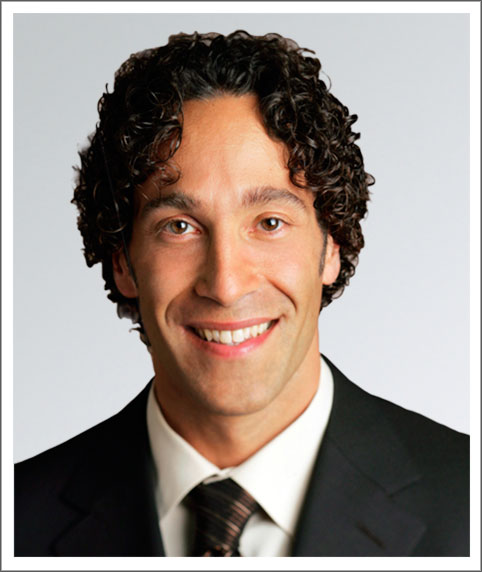
الدكتور أفي واليرشتاين

الدكتور أفي واليرشتاين هو طبيب عيون كندي وجراح عيون متخصص في تصحيح الرؤية بالليزر، والتي تسمى أيضًا جراحة العين الانكسارية. يمارس آفي عمله في مونتريال وتورنتو. في عام 2001، شارك في تأسيس مركز الليزك MD بالشراكة مع الدكتور مارك كوهين، والتي تعتبر أكبر مركز في كندا لجراحة الانكسار بالليزر، ويؤدي أكثر من 60,000 عملية في السنة.

## الحياة التعليمية
درس الدكتور والرشتاين علم وظائف الأعضاء في جامعة مكغيل في مونتريال، كيبيك وحصل على درجة الدكتوراه في الطب من جامعة كوينز في كينغستون، أونتاريو، كندا. ثم تخصص في طب العيون في جامعة مكغيل في مونتريال حيث حصل على شهادة الكلية الملكية في كندا. واستمر في إكمال تدريبه في مجال الزمالة بعد الدكتوراه في زرع القرنية وجراحة المياه البيضاء وجراحة الانكسار بالليزر في جامعة كورنيل ومستشفى نورث شور الجامعي وجامعة نيويورك في مدينة نيويورك بالولايات المتحدة الأمريكية. يعتبر الدكتور والرشتاين هو زميل الكلية الملكية للأطباء والجراحين في كندا وعضو في الجمعيات الأمريكية والأوروبية والدولية لجراحة الانكسار وكذلك الأكاديمية الأمريكية لطب العيون.

## حياته المهنية
يعتبر الدكتور والرشتاين خبير عالمي في جراحة الانكسار. أجرى والرشتاين أكثر من 60,000 جراحة للعيون بالليزر. وقد كرس السنوات الثمانية عشر الأخيرة من حياته المهنية في جراحات الانكسار الليزر، مع تركيز ممارسته الطبية حصرًا على تصحيح الرؤية بالليزر. يؤدي والرشتاين إجراءات معقدة من معالجة كولاجين القرنية لمرضى القرنية المخروطية، جنبًا إلى جنب مع استخدام الليزر في تحديد مواقع الاصابات على القرنية وعلاجها.
عمل الدكتور والرشتاين مبكرًا في عيادات مختلفة، حسث عمل أخصائي الليزك في مركز فوكوس آي في أوتاوا وعيادة أوفثالمولاسر في مونتريال. خلال هذا الوقت، كان الدكتور والرشتاين أول جراح في مونتريال يقدم تقنية شرائح القرنية الرأسية بالليزر، وهي الطريقة التي اعتمدت في نهاية المطاف كمعيار الرعاية في عمليات الانكسار الليزر في جميع أنحاء أمريكا الشمالية. تولى والرشتاين بعد ذلك منصب المدير الطبي الدولي في شركة ليزك فيسيون. وهناك، أشرف على البروتوكول الطبي في 28 عيادة مع 58 جراحًا في جميع أنحاء أمريكا الشمالية، وأصبح الرئيس المشارك للجنة الاستشارية الطبية وترأس مجلس الإدارة لمركز الليزك MD لتصحيح الرؤية.
في عام 2001، أسس الدكتور والرشتاين مركز الليزك MD مع الدكتور مارك كوهين. يشغل اليوم الدكتور والرشتاين منصب نائب الرئيس التنفيذي للشركة. وهو أحد المديرين الطبيين الوطنيين للمركز، وهو المسؤول عن تنفيذ بروتوكول وتوحيد ومراقبة الجودة في جميع العيادات في جميع أنحاء البلاد، فضلًا عن الإشراف على المؤتمر السنوي لجراحات العيون بالليزر المتقدمة. كما يشرف ويعلم فريقًا يضم أكثر من 50 من جراحي العيون بالليزر في مختلف العيادات.
ويرأس الدكتور والرشتاين قسم البحث والتطوير في المركز. وقد قام بتطوير وتنفيذ البرامج التجارية الإلكترونية متعددة السجلات الطبية الإلكترونية المتخصصة فقط لتصحيح الرؤية بالليزر. كما عمل كمحقق رئيسي مع شركات الأدوية والمصنعين في التجارب متعددة المراكز في تصحيح الرؤية بالليزر. نشر والرشتاين أكثر من 90 مراجعة طبية. يشرف الدكتور والرشتاين على تعليم أخصائي العيون والأطباء تحت التدريب ضمن نطاق عمله كرئيس قسم الجراحات البصرية والجراحة الانكسارية في جامعة ماكغيل. بالإضافة إلى ذلك، درّب ولرشتاين أكثر من 200 طبيب عيون كندي في جراحة الانكسار بالليزر.
في عام 2015، أطلق الدكتور والرشتاين والدكتور كوهين إجراء جديد لتصيح الرؤية بالليزر يسمى PresbyVision™، وهو علاج قائم بالأساس على جراحات القرنية لتصحيح عدم وضوح الرؤية القريب وتقليل حاجة المرضى لنظارات القراءة، وهي حالة تعرف باسم طول النظر.

## جوائز
منح الدكتور والرشتاين جائزة الجمعية الأمريكية لجراحة الساد والجراحة الانكسارية وجائزة أفضل ورقة علمية في مناسبات عديدة. في عام 2006، حصل هو والدكتور كوهين على جائزة هوارد ستوتلاند للتكنولوجيا لصاحب المشروع الشاب من السنة. تلقى والرشتاين جائزة إرنست ويونغ في ملتقى كيبيك لعام 2008 كأفضل رجل أعمال في فئة الخدمات المهنية / المالية تكريمًا للخدمة المتميزة التي يقدمها.
في عام 2014، تحت إشراف الدكتور والرشتاين ودكتور كوهين، حصل مركز الليزك MD على جائزة نادي البلاتين كأفضل شركة في كندا، برعاية ديلويت، سيبك، والبريد الوطني ومدرسة ستيفن سميث للأعمال في جامعة كوينز. يتم منح حالة نادي البلاتين للمنظمات التي تصنف كأفضل الشركات المدارة لمدة سبع سنوات متتالية أو أكثر.
يصنف موقع RateMDs.com الدكتور والرشتاين كأفضل طبيب عيون في مونتريال، من أصل 307 طبيب.
أُجريت مقابلات عدة مع الدكتور والرشتاين من قبل العديد من وسائل الإعلام الرئيسية، ظهر والرشتاين على قناة هوتسيت الطبية التابعة لقناة ديسكوفيري هيلث. CTV كندا للأخبار، شبكة أخبار الأعمال. وعلاوة على ذلك، ظهر مركز الليزك MD في عدد من المنشورات، بما في ذلك جريدة مونتريال، وغلوب، وناشونال بوست وأكثر من ذلك.